# Modżtaba Dżabbari
Modżtaba Dżabbari Kordgeszlagi (per. مجتبی جباری, ur. 16 czerwca 1983 w Robatkarim) – irański piłkarz występujący na pozycji ofensywnego pomocnika.
W reprezentacji narodowej zadebiutował 2 lutego 2005 roku w wygranym 2-1 towarzyskim spotkaniu z Bośnią i Hercegowiną, które rozegrano w Teheranie.